# Neuer Markt 8 (Stralsund)
Das Haus mit der postalischen Adresse Neuer Markt 8 ist ein denkmalgeschütztes Gebäude im Stralsunder Stadtgebiet Altstadt am Neuen Markt.

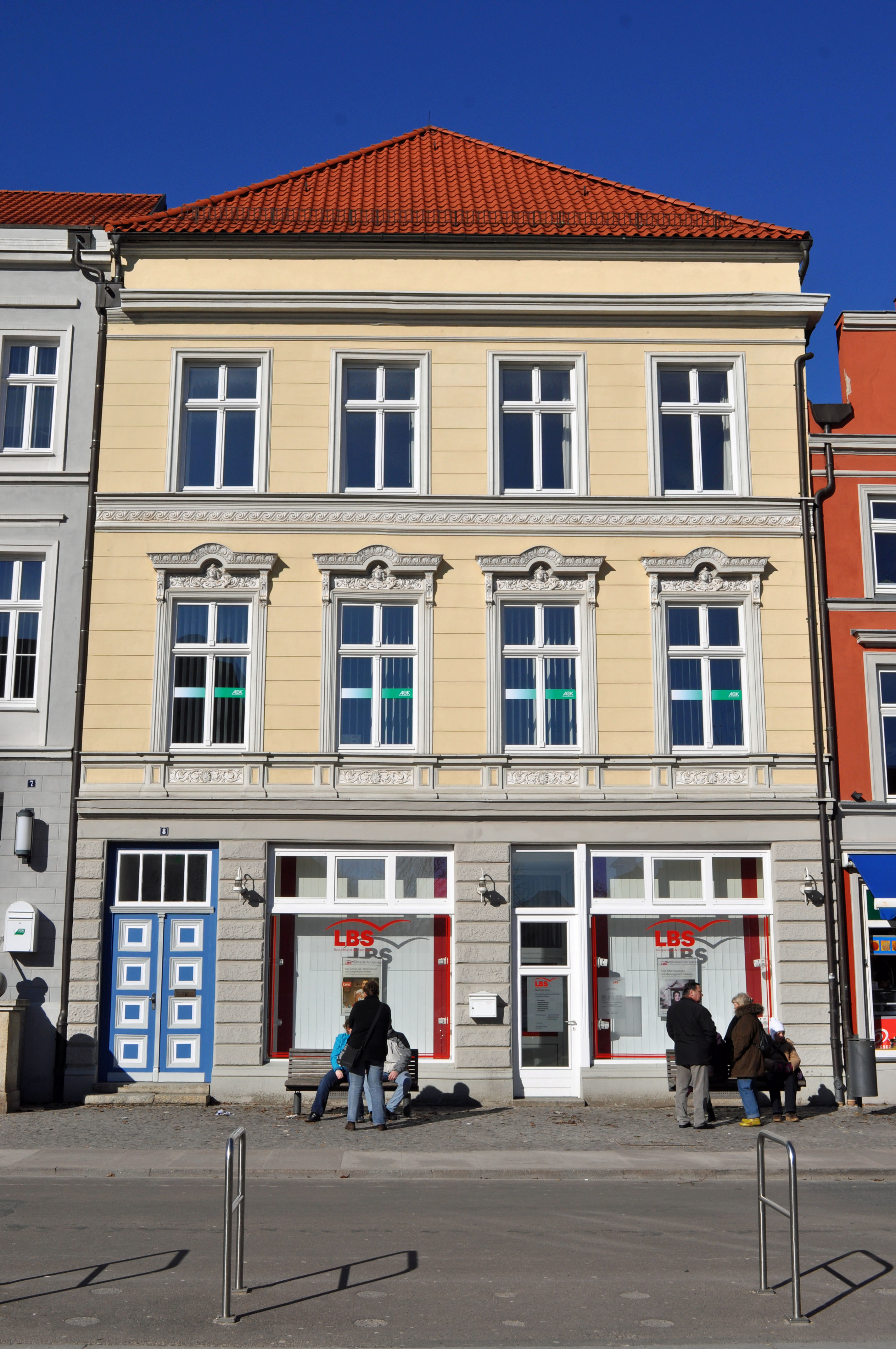
Das Haus Neuer Markt 8 in Stralsund (2012)

Der dreigeschossige und vierachsige Putzbau ist im Kern mittelalterlich. Seine heutige Fassade wurde im Jahr 1865 gestaltet. Putznutung und Stockwerkgesimse bestimmen das Erscheinungsbild des Hauses mit seinem abgewalmten Satteldach. Das erste Obergeschoss ist durch Fensterverdachungen und Stuckdekor hervorgehoben.
Das Haus liegt im Kerngebiet des von der UNESCO als Weltkulturerbe anerkannten Stadtgebietes des Kulturgutes „Historische Altstädte Stralsund und Wismar“. In die Liste der Baudenkmale in Stralsund ist es mit der Nummer 597 eingetragen.